# ارلوف ۲۷۲۴

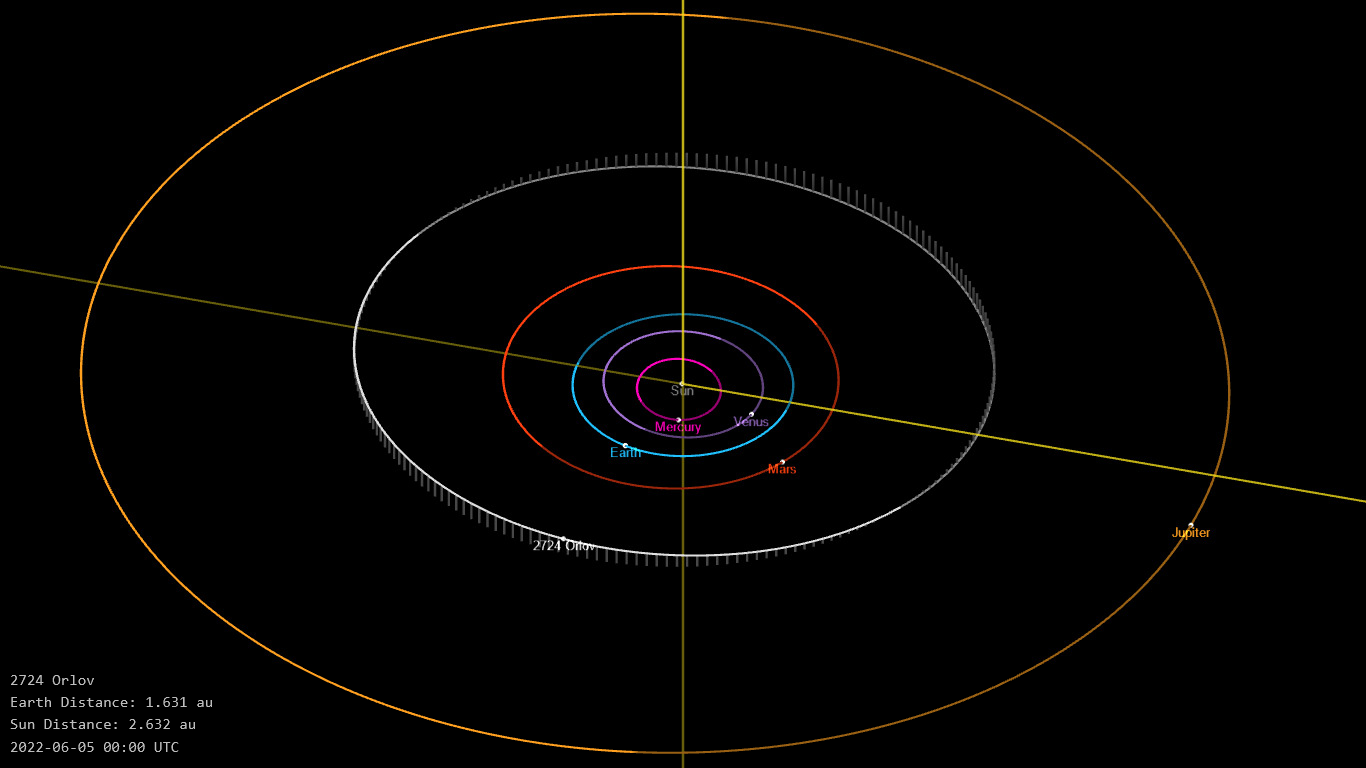
مدار چرخش سیاره

سیارک ۲۷۲۴ (به انگلیسی: 2724 Orlov، نامگذاری:1978RZ5) دو هزار و هفتصد و بیست و چهارمین سیارک کشف شده‌است که در ۱۳ سپتامبر ۱۹۷۸ کشف شد.
قدر مطلق سیارک برابر ۱۱٫۷۰ است.